# Курт Ебелінг
Курт Ебелінг (нім. Curt Ebeling; 6 червня 1892, Целендорф — 4 травня 1966, Фрайбург) — німецький штабний офіцер і воєначальник, генерал-лейтенант вермахту.

## Біографія
30 червня 1911 року вступив в армію, служив в артилерії. Учасник Першої світової війни. Після демобілізації армії залишений в рейхсвері. З 6 жовтня 1936 року — начальник інструкторського штабу артилерійського училища в Ютербозі, з 12 жовтня 1937 року — інструкторського штабу А артилерійського училища.
З 26 серпня 1939 року — командир училища артилерійського озброєння. З 12 лютого 1940 року — знову начальник інструкторського штабу А артилерійського училища. З 9 червня 1940 року — артилерійський командир 10. 10 квітня 1942 року відправлений в резерв ОКГ. З 15 червня 1942 року — командир артилерійського училища Торна, з 15 січня 1943 року — 3-го артилерійського училища, з 1 травня 1943 року — училища офіцерів-аспірантів артилерії. 20 січня 1944 року знову відправлений в резерв ОКГ. 1 лютого 1944 року направлений в 210-ту піхотну дивізії. З 15 лютого 1944 року — командир дивізії. 10 березня 1945 року знову відправлений в резерв ОКГ. 10 квітня Ебелінг мав стати вищим артилерійським командиром 11, проте призначення не відбулось і він залишився в резерві.
З 5 червня 1945 року — німецький військовий комендант Екернферде і командир 24-ї танкової дивізії, яка проходила інтернування. З 25 жовтня 1945 року — німецький військовий комендант Екернферде і Рендсбурга. 21 січня 1946 року взятий в полон. 24 лютого 1946 року звільнений.

## Звання
- Фанен-юнкер (30 червня 1911)
- Фанен-юнкер-унтерофіцер (8 грудня 1911)
- Фенріх (20 лютого 1912)
- Лейтенант (19 листопада 1912)
- Оберлейтенант (22 березня 1916)
- Гауптман (1 листопада 1922)
- Майор (1 квітня 1933)
- Оберстлейтенант (1 листопада 1935)
- Оберст (1 квітня 1938)
- Генерал-майор (1 квітня 1942)
- Генерал-лейтенант (15 березня 1944)

## Нагороди
- Залізний хрест 2-го і 1-го класу
- Орден Генріха Лева 4-го класу
- Хрест «За військові заслуги» (Брауншвейг) 2-го і 1-го класу
- Почесний хрест ветерана війни з мечами
- Медаль «За вислугу років у Вермахті» 4-го, 3-го, 2-го і 1-го класу (25 років)
- Застібка до Залізного хреста
  - 2-го класу (20 червня 1940)
  - 1-го класу (24 серпня 1941)
- Орден Меча, командорський хрест (Швеція)
- Медаль «За зимову кампанію на Сході 1941/42» (10 вересня 1942)
- Хрест Воєнних заслуг 2-го класу (30 січня 1944)